# Jewish Publication Society
La Jewish Pubblication Society (JPS) è la più antica organizzazione senza scopo di lucro e non denominazionale che cura la pubblicazione di opere ebraiche in lingua inglese. Fondata nel 1888 a Filadelfia dal rabbino Joseph Krauskopf, appartenente all'Ebraismo riformato, è una casa editrice statunitense nota soprattutto per la traduzione della Bibbia ebraica in inglese.
La traduzione della JPS è utilizzata nei seminari cristiani ed ebraici, nelle sinagoghe e nelle scuole ebraiche, nei collegi e nei campus, nei corsi informali di studio biblico informali rivolti agli adulti.
Dal 2012 ha iniziato una collaborazione editoriale con la casa editrice dell'Università del Nebraska-Lincoln.

## Storia
Una prima forma associativa nacque a Filadelfia nel 1845 e si sciolse nel '51, a causa di un incendio che distrusse la sede e l'intera biblioteca. Una seconda associazione comparve a New York nel 1873 e cessò di esistere due anni dopo.
Intorno al 1880, si assistette ad un crescente interesse da parte dei giovani ebrei americani verso il giudaismo e la cultura giudaica, e un diffuso sentimento del legame fra il futuro degli ebrei americani e la scena ebraica mondiale. In risposta ad una crescente domanda di traduzioni dei testi ebraici in lingua inglese, i rabbini e i leader laici della comunità ebraica americana si diedero appuntamento il 3 giugno 1878 a Filadelfia, per discutere la rifondazione di una comune casa editoriale ebraica di riferimento a livello nazionale: in questo modo, si giunse alla decisione di creare la Jewish Publication Society.
Agli inizi del XX secolo era cresciuto significativamente il numero degli iscritti, e la JPS riuscì a completare la traduzione della Bibbia nel 1917, che con i libri di preghiera divenne parte dell'equipaggiamento militare dei giovani ebrei diretti al fronte della Prima Guerra Mondiale..
La disponibilità di testi ebraici tradotti -come The Decay of Czarism e Legends of the Jews- contribuì durante gli anni '30 a tenere saldo negli ebrei statunitensi il legame con la radice europea e ad arginare l'antisemitismo, che l'ascesa al potere del nazismo stava diffondendo oltreoceano. 

La JPS fu attivamente impegnata nel conflitto, fornendo supporto ai rifugiati nella ricerca di una nuova occupazione e di nuovi insediamenti abitativi, e stampando volantini su richiesta del governo americano, che venivano paracadutati sulle linee nemiche.
Durante la prima metà del XX secolo, fu pubblicata una visione riveduta della Bibbia, che enfatizzava gli aspetti bellici (atrocità e trionfi) della storia d'Israele e il ruolo dello Stato ebraico, in via di formazione. Opere a corollario come The JPS Commentary Series, The Jewish Catalog e The K'Tonton Series ottennero un vasto successo di pubblico.

Nel 1985 fu data alle stampe una nuova versione delle tre parti della Bibbia ebraica (Torah, Profeti, Scritti), nota come NJPS o anche New JPS, per distinguerla dalla Old JPS del 1917.
A settembre del 2011, la JPS iniziò una collaborazione editoriale con l'Università del Nebraska, regolata da un accordo in base al quale quest'ultima acquisì la titolarità dell'intero catalogo editoriale della JPS e divenne responsabile della produzione, distribuzione e commercializzazione di tutte le future pubblicazioni della casa editrice, a decorrere dal 1º gennaio 2012. La sede storica di Filadelfia è operativa, e si occupa di acquisire nuove manoscritti e sviluppare nuovi progetti.

## Direzione
La Jewish Pubblication Society è amministrata da un Comitato di Garanti il cui presidente è President Gittel Hilibrand.
Il ruolo di direttore editoriale in passato è stato ricoperto da: Henrietta Szold (dal 1893al 1916), Solomon Grayzel (dal 1939 al 1966), e da Chaim Potok (dal 1966al 1974).

Quest'ultimo è stato significativamente coinvolto per 35 anni nell'attività editoriale della JPs, prestando servizio come editore per otto anni, come segretario del comitato di traduzione del ketuvim per 16 anni, come responsabile del comitato editoriale della JPS per altri 18, e come editore letterario dell'intero programma per altri 18 anni.
Helen Frankel è stata direttore editoriale (ed anche amministratore delegato) dal 1991 fino all'ottobre del 2009, quando è divenuta editore emerito della società.
Il rabbino Barry Schwartz fu eletto amministratore delegato nel 2010, dopo essere stato membro del direttivo di numerose organizzazioni no-profit attive nel campo della giustizia sociale, in particolar modo nell'ambiente ebraico
Carol Hupping è stata direttore generale (e per alcuni anni anche direttore editoriale) dal 1991 fino a marzo del 2016. Il mese seguente le succedette Joy Weinberg come direttore esecutivo.